# Sexenio Revolucionario
Unter Sexenio Revolucionario auch: Sexenio Democrático (deutsch: die revolutionären bzw. demokratischen sechs Jahre) versteht man in der spanischen Geschichte die Periode zwischen 1868 und 1874, in der demokratische und revolutionäre Kräfte deutlichen Einfluss auf die politische Entwicklung des Landes hatten. Das Sexenio Revolucionario folgte auf die spanische Septemberrevolution 1868, in Spanien auch La Gloriosa genannt, in der Isabel II. gestürzt wurde. Seinen Höhepunkt fand es in der Errichtung der Ersten Republik 1873 bis 1874. Auf das Sexenio Revolucionario folgte die Restauration (1874–1931) mit dem Beginn der Herrschaft des Bourbonen Alfons XII.

## Die revolutionären Kräfte
Die Septemberrevolution von 1868, das Pronunciamiento vom 18. September und die darauffolgenden Aufstände in vielen der größeren Städte, in denen sich revolutionäre Juntas bildeten, war zum einen politisch und zum anderen ökonomisch motiviert. Die Progressisten und Demokraten waren nicht mehr bereit ihren Ausschluss von der Regierung hinzunehmen, zudem befand sich Spanien seit 1866 in einer Wirtschaftskrise.
Unter den revolutionären Kräften bestand eine Zieldisparität: Die Unionisten hatte mit dem Sturz Isabellas ihre revolutionäres Ziel erreicht. Die Progressisten, die revolutionäre Mitte, zu deren Hauptvertretern General Juan Prim, Sagasta und Zorilla zählten, wollten die Moderados stürzen. Die Republikaner, die zum linken revolutionären Flügel zählten, beabsichtigten die Abschaffung der Monarchie. Bauern und Arbeiter wollten eine Änderung der Gesellschaftsstruktur.
Im November 1868 spaltete sich die Demokratische Partei. Einige gemäßigte Demokraten (cimbrios) verfassten zusammen mit Unionisten und Progressisten ein Manifest, in dem die Republik abgelehnt wurde. Es entstand die Partido Monárquico-Democrático. Die Mehrheit der Demokraten schlossen sich in der Föderal-Republikanisch-Demokratischen Partei zusammen.

## Die Regierung Serrano
Die provisorische Regierung unter Serrano strebte die Errichtung einer gemäßigten Monarchie an. Sie überging die Forderungen der Juntas nach sozialen Reformen größtenteils. Deshalb kam es zu einem Zuspruch der Massen für die Republikaner. Bei den Gemeindewahlen im Dezember 1868 gab es eine Reihe von republikanischen Wahlsiegen. Bei den Wahlen zu den verfassungsgebenden Cortes von 1869, die nach dem allgemeinen, gleichen und direkten Männerwahlrecht abgehalten wurden, erhielten die Republikaner 85 Sitze und die monarchistischen Kräfte 236. 
Die Verfassung vom Juni 1869 beruhte auf den Prinzipien der Volkssouveränität, der freien Religionsausübung, des allgemeinen Wahlrechts und beinhaltete einen Grundrechtekatalog. Nach der Veröffentlichung der Verfassung kam es zu Aufständen und Demonstrationen. In Katalonien streikten 50.000 Arbeiter unter der Führung der spanischen Sektion der Internationale.
General Serrano von der Liberalen Union wurde Regent und General Prim von den Progressisten wurde Regierungschef. Die Republikaner wurden von der Regierung ausgeschlossen. Es gab einen Konflikt zwischen der Regierung und der Armee, wegen des Versprechens, die quintas, das Rekrutierungssystem, abzuschaffen.
Die spanische Regierung hatte nach 1868 vier Problemkomplexe zu bewältigen. Zunächst gab es eine Unabhängigkeitsbewegung in Kuba, die zu einem 10-jährigen Krieg führte. Die Republikaner, die sich in der Opposition befanden, stellten ein weiteres Problem dar. Außerdem machten die Karlisten wieder Ansprüche auf den Thron geltend und die Suche nach einem geeigneten König war sehr langwierig.

## Amadeo
Nach 15-monatiger Suche wurde Amadeo, der zweite Sohn des italienischen Königs Viktor Emanuel II. aus dem Haus Savoyen, am 16. November 1870 zum König gewählt. Amadeo I. regierte von Januar 1871 bis Februar 1873. Die Regierung war für ihn hochproblematisch. Im Dezember 1870 wurde General Prim, der Fürsprecher Amadeos, ermordet. Zudem hatte der neue König mit Ablehnung von Adel, Kirche und Liberalen, auch weil er Ausländer war, mit Intrigen der Republikaner, mit den Alfonsinos, die den Sohn Isabelas als den legitimen Thronnachfolger ansahen, zu kämpfen.

## Die erste Republik
Nach der Abdankung Amadeos stimmten die Cortes am 11. Februar 1873 in einer gemeinsamen Sitzung des Kongresses und des Senats für die Einführung der Republik. Die Republikaner waren gespalten in Unitarier und Föderalisten. Die Gruppe der Föderalisten wiederum verteilten sich auf zwei Lager: Es gab diejenigen, die den Föderalismus „von oben“ einführen wollten und die anderen, die ihn „von unten“ durchzusetzen gedachten.
In den zehn Monaten, in denen die Erste Spanische Republik bestand gab es vier Präsidenten. Der erste Präsident der Republik war Estanislao Figueras: Unter seiner Regierung wurden am 10. Mai 1873 die Cortes Constituyentes (Verfassunggebenden Cortes) gewählt, bei denen das föderalistisch-republikanische Lager eine Mehrheit erhielt, weil die Monarchisten die Wahl boykottierten. In den verfassungsgebenden Cortes gab es drei Hauptströmungen. Die Rechte um Emilio Castelar war nicht von der Republik als geeignetster Regierungsform überzeugt. In der Mitte standen die Föderalisten um Francisco Pi y Margall, die eine unitarisch-föderative Republik befürworteten. Sie wollten Autonomie für die spanischen Regionen, jedoch auch eine starke Zentralgewalt. Auf der Linken waren die Intransigentes, die mit ihrem kantonalistischen Programm eine schwache Zentralgewalt forderten.
Im Juni 1873 wurde Francisco Pi y Margall provisorischer Präsident. Während seiner Regierungszeit erhoben sich kantonalistische Aufstände in Andalusien und der Levante. Der nächste Präsident, Nicolás Salmerón, der als gemäßigt galt, schritt zur Unterdrückung der Kantonalisten. Er entsandte zu diesem Zweck die Generäle Martínez-Campos und Manuel Pavía. Unter Emilio Castelar schließlich entwickelte sich die Republik in eine konservative Richtung.
Im Januar 1874 wurde das Parlament durch General Manuel Pavía y Rodríguez besetzt, was das Ende der Republik bedeutete. Es folgte die autoritäre Regierung unter Serrano. Im Dezember desselben Jahres proklamierte General Martínez-Campos Alfons XII. zum König. Nach 1874 versanken die Republikaner bis 1890 in politische Bedeutungslosigkeit. Erst mit neuen Führungskräften wie Alejandro Lerroux und Vicente Blasco Ibáñez wurden sie wieder relevant.